# غيلبرتو غوميز
غيلبرتو غوميز هو لاعب كرة قدم ومدرب كرة قدم برتغالي في مركز الوسط، ولد في 24 يونيو 1959 في ميرانديلا في البرتغال. شارك مع منتخب البرتغال لكرة القدم. أما مع النوادي، فقد لعب مع سالجويروس ‏.

## وصلات خارجية
- غيلبرتو غوميز على موقع قاعدة بيانات كرة القدم.إي يو (الإنجليزية)
- غيلبرتو غوميز على موقع ناشيونال فوتبول تيمز (الإنجليزية)
- غيلبرتو غوميز على موقع عالم كرة القدم.نت (الإنجليزية)